# Tamda
Tamda  (in arabo تامدة‎?) è un centro abitato e comune rurale del Marocco situato nella provincia di Sidi Bennour, regione di Casablanca-Settat. Conta una popolazione di 9 750 abitanti (censimento 2014).